# Trang Kiểu
Trang Kiểu (giản thể: 庄蹻; phồn thể: 莊蹻; bính âm: Zhuāng Qiāo; ? - 256 TCN), họ Mị, thị Trang, tự Xí Túc (企足), còn gọi là Trang Khiêu (莊蹺), Trang Hào (庄豪), là tướng lĩnh nước Sở thời Chiến Quốc trong lịch sử Trung Quốc.

## Cuộc đời
Trang Kiểu là hậu duệ của Sở Trang vương, làm bộ tướng dưới trướng tướng quân Đường Muội nước Sở.
Năm 301 TCN, bốn nước Tần, Tề, Ngụy, Hàn liên minh đánh Sở. Tần phái Thứ trưởng Hoán, Tề phái Khuông Chương, Ngụy phái Công Tôn Hỉ, Hàn phái Bạo Diên cầm quân. Sở Hoài vương phái Đường Muội trấn thủ Phương Thành chống lại liên quân. Quân Sở thua lớn ở Thùy Sa, Đường Muội tử trận. Đất Thùy Khâu, Uyển, Diệp bị các nước xâu xé. Trang Kiểu bất mãn, dẫn quân chúng nổi dậy, đánh hạ đô thành Dĩnh, khiến nước Sở bị chia cắt. Sau cùng, Trang Kiểu được chiêu an, lại trở thành tướng nước Sở.
Năm 279 TCN, Sở Khoảnh Tương vương phái Trang Kiểu cầm quân nam chinh. Quân Sở men theo Trường Giang đánh chiếm được hai quận Ba và Kiềm Trung của Tần, lại vượt Thư Lan, đánh bại Dạ Lang, chiếm lấy Điền Trì. Trang Kiểu thấy Điền Trì thổ địa dồi dào, bèn lấy đó làm trung tâm, buộc các bộ tộc xung quanh 300 dặm xưng thần với Sở.
Năm 277 TCN, Trang Kiểu dự tính trở về nước Sở báo cáo, nhưng đất hai quận Vu, Kiềm Trung bị quân Tần do Bạch Khởi, Trương Nhược chỉ huy chiếm lĩnh. Nước Sở nguy cấp, buộc Xuân Thân quân phải cầu hòa. Trang Kiểu mất đường về Sở, bèn ở lại Điền Trì xưng vương, lập ra nước Điền, thay đổi lối ăn mặc, học theo tập tục địa phương.

## Hậu duệ
- Thường Khương, vua nước Điền thời Hán Vũ đế, dâng đất Điền cho Hán.

## Nhận xét
Khi Tuân Tử cùng Lâm Vũ quân bàn luận binh phép, có đem Trang Kiểu nước Sở, Điền Đan nước Tề, Thương Ưởng nước Tần cùng Nhạc Nghị nước Yên gọi là tướng giỏi dụng binh.
Tư Mã Thiên nhận xét: Sở được ban lộc trời sao? Thời Chu làm thầy của Văn vương. Đến khi Chu suy, đất đai ngàn dặm. Tần diệt chư hầu, chỉ có dòng dõi nước Sở làm vua ở Điền.
Tư Mã Trinh nhận định Trang Kiểu có công lớn, là người đầu tiên khai thác vùng đất tây nam Trung Hoa (西南外徼，莊蹻首通。; Tây nam ngoại kiếu, Trang Kiểu đầu thông.).

## Tranh cãi
Học giả Vương Ứng Lân thời Tống cho rằng giặc Trang Kiểu thời Hoài vương và tướng Trang Kiểu thời Khoảnh Tương vương là hai người khác nhau. Dương Quỳnh thời Đường và Lương Ngọc Thằng thời Thanh thì theo Tuân Tử, cho rằng đấy là một người duy nhất.
Về việc Trang Kiểu làm vua nước Điền (庄蹻王滇; Trang Kiểu vương Điền), các học giả đương đại có nhiều tranh luận, trong đó có ba luồng ý kiến chính:
1. Nước Điền do Trang Kiểu, tướng nước Sở thành lập. Quan điểm này kế thừa Sử ký Tư Mã Thiên.
2. Nước Điền do Trang Kiểu, thủ lĩnh khởi nghĩa nông dân nước Sở thành lập. Quan điểm này bắt nguồn từ bài viết Trang Kiểu khởi nghĩa hòa khai Điền đích lịch sử công tích của sử gia Mã Diệu tuyên bố năm 1975. Bản thân Mã Diệu về sau cũng không đồng tình quan điểm này.
3. Nước Điền không liên quan tới Trang Kiểu. Quan điểm này bắt nguồn từ bài viết Trang Kiểu vương Điền biện của sử gia Mông Văn Thông tuyên bố năm 1963.

Quan điểm cuối cùng được nhà khảo cổ học Trương Tăng Kỳ ủng hộ. Trong sách Nước Điền và văn hóa Điền (滇国与滇文化; Điền quốc dữ Điền văn hóa), Trương Tăng Kỳ chỉ ra rằng nước Điền thành lập muộn nhất vào thời điểm đầu thời kỳ Chiến Quốc, đồng thời cổ vật khai quật được ở khu vực này hoàn toàn không có đặc điểm nào giống với cổ vật của nước Sở.